# Striophytoecia mirei
Striophytoecia mirei är en skalbaggsart som beskrevs av Stefan von Breuning 1969. Striophytoecia mirei ingår i släktet Striophytoecia och familjen långhorningar. Inga underarter finns listade i Catalogue of Life.